# Grens tussen Mexico en de Verenigde Staten

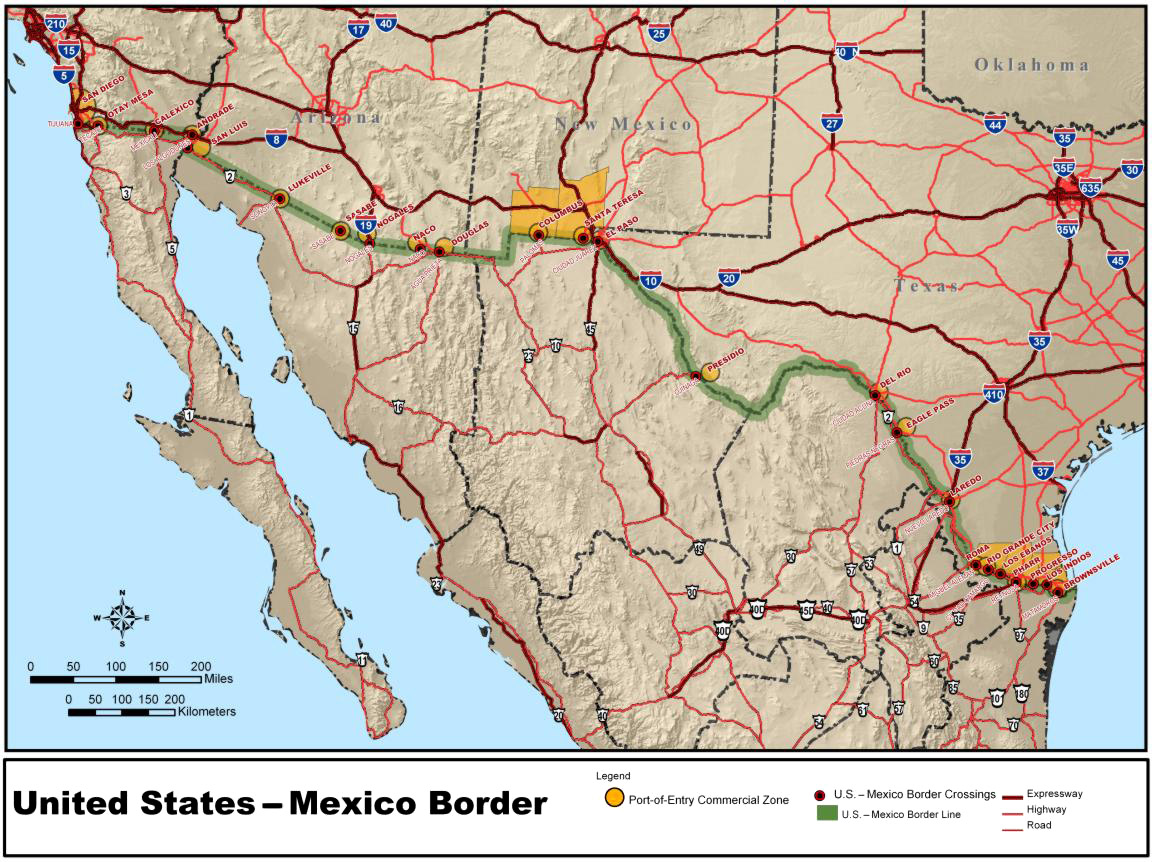
Loop van de grens tussen Mexico en de Verenigde Staten

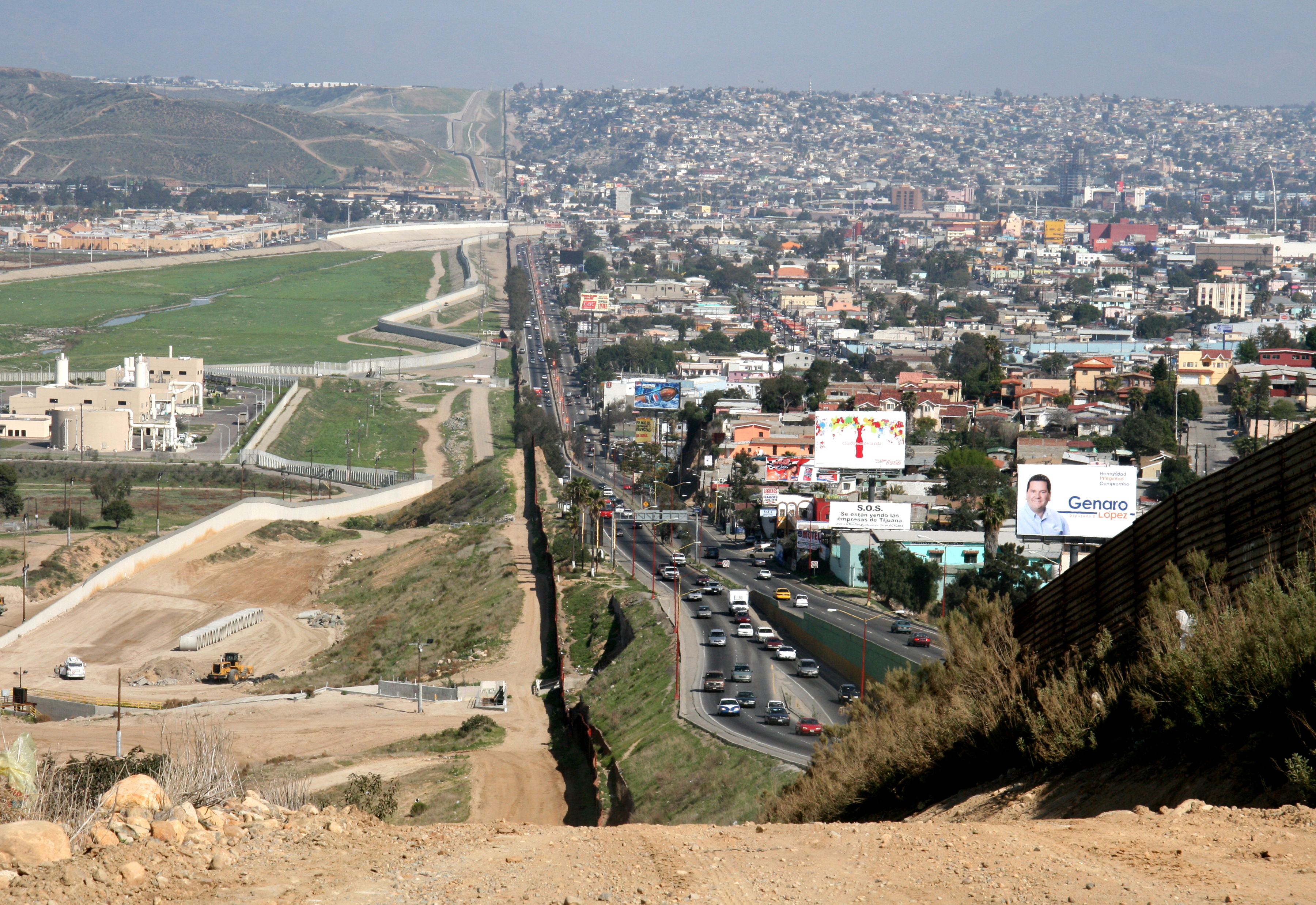
De Amerikaans-Mexicaanse grens ter hoogte van San Diego (VS, links) en Tijuana (Mexico, rechts)

De grens tussen Mexico en de Verenigde Staten loopt van de Grote Oceaan tot de Golf van Mexico en heeft een lengte van 3326 kilometer. De grens begint aan de kust van de Grote Oceaan tussen San Diego (Californië) en Tijuana (Neder-Californië). Vanaf daar loopt de grens in meestal rechte stukken oostwaarts, tot hij tussen Ciudad Juárez en El Paso de Rio Grande/Río Bravo tegenkomt die de grens volgt tot de monding nabij Brownsville en Matamoros. Het is de meest gepasseerde grens van de wereld. Per jaar passeren 350 miljoen mensen (legaal) de grens.

## Geschiedenis
De grens tussen de Spaanse kolonie Nieuw-Spanje en de Verenigde Staten werd pas in 1848 bij het Adams-Onísverdrag vastgelegd. Destijds lag de grens veel verder naar het noorden en oosten dan tegenwoordig. In het noorden reikte hij tot de 42e breedtegraad (tegenwoordig de grens tussen Californië en Oregon) en in het oosten tot de Sabine (tegenwoordig de grens tussen Texas en Louisiana). In 1835 verklaarde Texas zich onafhankelijk. Na een korte oorlog moest Mexico zich hierbij neerleggen. De grens tussen Texas en Mexico was echter niet duidelijk vastgelegd. Mexico claimde de Nueces als grens, en Texas de Rio Grande.

Mexicaans gebied verloren aan de VS bij de Vrede van Guadalupe Hidalgo (rood) en de Gadsdenaankoop (oranje)

Na de annexatie van Texas door de Verenigde Staten in 1845 leidde een (hoogstwaarschijnlijk door de VS geprovoceerde) schermutseling op gebied dat zowel door Texas als Mexico werd geclaimd tot de Mexicaans-Amerikaanse Oorlog. Deze oorlog verliep dramatisch voor Mexico, en het werd bij de Vrede van Guadalupe Hidalgo (1848) gedwongen een enorm gebied voor een appel en een ei aan de VS te verkopen. In Guadalupe Hidalgo werd verder besloten dat de grens tussen de VS en Mexico nooit meer zou veranderen, behalve als de bevolking van beide landen daar mee in zou stemmen. Toch verkocht de dictator Antonio López de Santa Anna in 1853 bij de Gadsdenaankoop de Mesillavallei aan de Verenigde Staten om zijn excentrieke levensstijl te kunnen bekostigen. Aanvankelijk wilde Santa Anna geheel Neder-Californië, Sonora, Chihuahua en Coahuila verkopen maar dit ging niet door vanwege protesten in zowel de VS als Mexico.
Tijdens de Franse interventie in Mexico (1861) heeft de Amerikaanse regering aan Mexico voorgesteld bovengenoemde staten tijdelijk aan de VS af te staan in ruil voor afbetaling van de Mexicaanse schuld aan Frankrijk. Het Amerikaanse bestuur over deze gebieden zou definitief worden wanneer Mexico binnen tien jaar het geld niet terug zou betalen aan de VS De Mexicaanse regering weigerde dit voorstel. Tijdens de Mexicaanse Revolutie, waarin Amerikaanse soldaten meerdere keren intervenieerden, poogden enkele Amerikaanse politici wederom Noord-Mexico te annexeren, maar ook dit ging niet door.
Doordat de Rio Grande haar loop sinds 1848 een aantal keer heeft verlegd, ontstonden er kleine grensconflicten tussen Mexico en de VS In 1961 kwamen de Amerikaanse president John F. Kennedy en zijn Mexicaanse ambtgenoot Adolfo López Mateos daarom overeen dat de grens van 1848 gehandhaafd werd, waardoor er nu een klein stuk van Mexico ten noorden van de Rio Grande ligt.

## Problemen

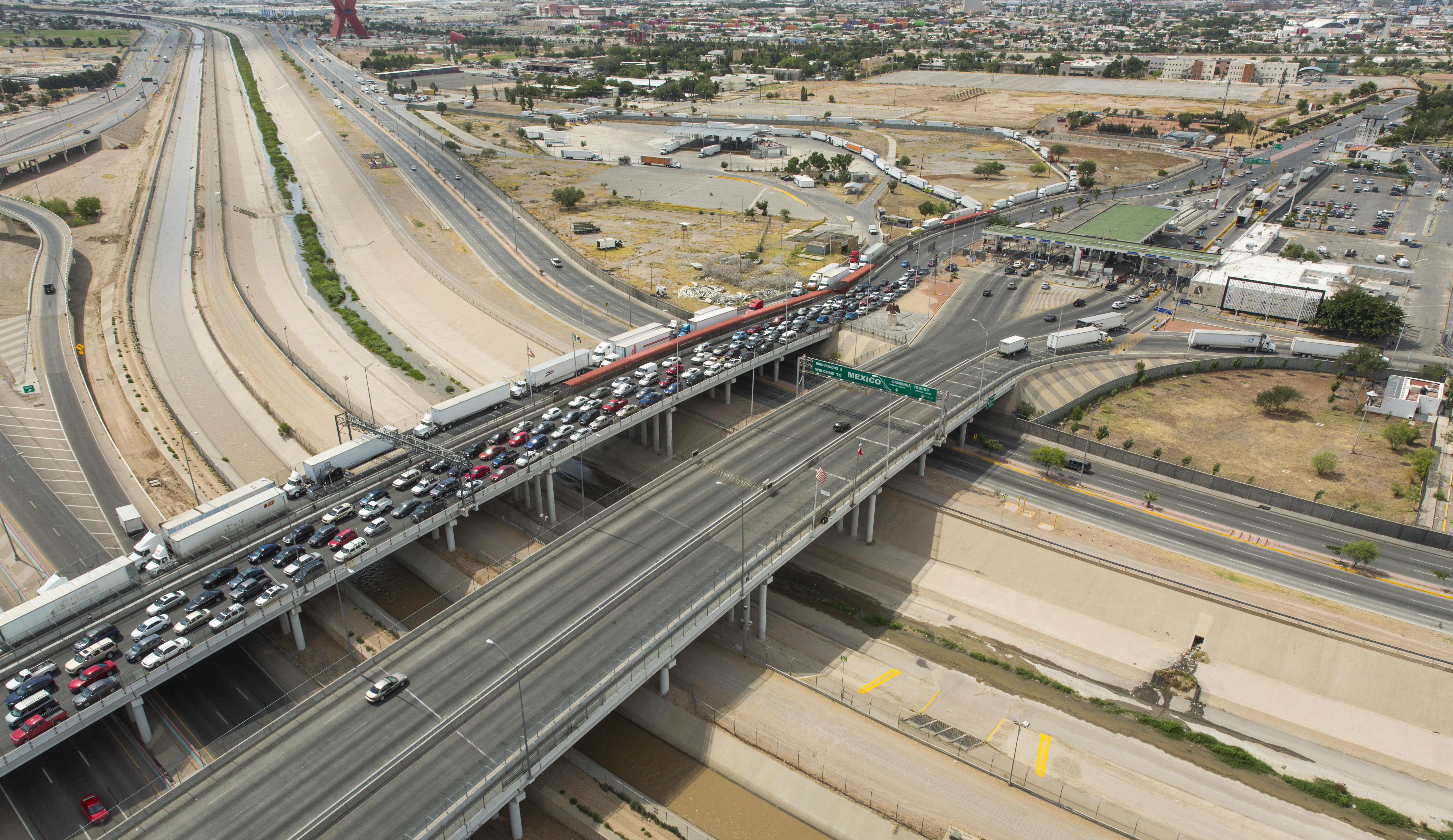
Een grensbrug over de Rio Grande eng.(Bridge of the Americas)

De grens tussen Mexico en de VS is niet alleen de grens met de meeste legale passages, maar mogelijk ook met de meeste illegale passages. Het totale aantal illegale passages is onmogelijk te bepalen, maar is waarschijnlijk meer dan een miljoen. Vooral vanuit de Verenigde Staten worden pogingen ondernomen de grens beter te bewaken. In stedelijke gebieden is er een barrière gebouwd. Toch weten nog veel Mexicanen de grens te overschrijden, ofwel door woestijnen, ofwel met behulp van mensensmokkelaars, en vaak allebei. Per jaar komen zo'n driehonderd Mexicanen om tijdens pogingen om de grens te passeren, de meesten door uitdroging of andere gevaren in de woestijn en een klein aantal door geweld. Er zijn sterke vermoedens dat zowel de Mexicaanse als de Amerikaanse regering er niet bij gebaat zijn om de immigrantenstroom helemaal in te dammen. De Amerikaanse economie heeft goedkope arbeid hard nodig, terwijl het geld dat illegale immigranten terugsturen naar Mexico een belangrijke bijdrage levert aan de Mexicaanse economie. In 2005 besloot een groep Amerikanen dat de Amerikaanse regering niet genoeg deed tegen illegale immigratie, en ging zelf aan de grens patrouilleren. Dit Minuteman Project werd sterk bekritiseerd door organisaties als de American Civil Liberties Union maar ook door de Amerikaanse president Bush en zijn Mexicaanse collega Fox. In mei 2006 ging de Amerikaanse Senaat akkoord met de uitbreiding van de grensbarrière met meer dan 3200 kilometer.
Een ander probleem is de torenhoge criminaliteit in het grensgebied. Vooral de drugshandel heeft extreme vormen aangenomen.

### Muur
De Amerikaanse president Donald Trump vatte bij zijn aantreden in januari 2017 het pan op om een muur langs de grens te bouwen, maar de Democraten gingen niet akkoord met een begroting waarin hiervoor geld was vrijgemaakt (vijf miljard dollar). Als gevolg hiervan kwam er vanaf 22 december 2018 een government shutdown, en werd de noodtoestand afgekondigd.

### "Title 42"
In maart 2020 voerde de regering-Trump vanwege de coronapandemie een nieuw pakket immigratiebeperkende maatregelen door, onder verwijzing naar titel 42 van de United States Code. Dit gebeurde in samenwerking met CDC. De maatregelen golden speciaal voor personen die recentelijk in landen waren geweest waar een overdraagbare ziekte heerste. Hierdoor konden migranten die illegaal aan de Mexicaans-Amerikaanse grens verbleven meteen worden teruggestuurd naar Mexico.
Op 11 mei 2023 verliep de voornoemde regeling. De regering-Biden had inmiddels een alternatief uitgewerkt. In afwachting daarvan probeerden opnieuw vele duizenden migranten vanuit Mexico bij de grens de oversteek naar de VS te maken.

## Steden langs de grens
- San Diego (Californië) - Tijuana (Neder-Californië)
- Calexico (Californië) - Mexicali (Neder-Californië)
- San Luis (Arizona) – San Luis Río Colorado (Sonora)
- Lukeville (Arizona) – Sonoita (Sonora)
- Nogales (Arizona) en (Sonora)
- Douglas (Arizona) - Agua Prieta (Sonora)
- El Paso (Texas) - Ciudad Juárez (Chihuahua)
- Presidio (Texas) - Ojinaga (Chihuahua)
- Del Rio (Texas) - Ciudad Acuña (Coahuila)
- Eagle Pass (Texas) - Piedras Negras (Coahuila)
- Laredo (Texas) - Nuevo Laredo (Tamaulipas)
- McAllen (Texas) - Reynosa (Tamaulipas)
- Brownsville (Texas) - Matamoros (Tamaulipas)